# 셰리

제레스셰리 DOP는 안달루시아 지방 카디즈 주에 위치한다.

셰리(영어: sherry, 스페인어: jerez [xeˈɾeθ])는 스페인 안달루시아 헤레스데라프론테라 근처의 지역에서 자란 백포도로 만든 강화 포도주이다. 스페인어로는 비노 데 헤레스(vino de Jerez)라고 하며, '셰리'는 '헤레스'의 영어식 이름이다. 과거에는 '색'(sack)으로도 알려졌다. 셰리는 원산지 명칭 보호에 포함되어 있어서, '셰리'라는 이름이 붙은 모든 라벨은 법률적으로 카디스 주의 '셰리 트라이앵글' (헤레스데라프론테라와 산루카르데바라메다와 엘푸에르토데산타마리아 사이의 지역)에서 생산된 것만 달 수 있다.
대부분의 셰리는 건조한 상태로 만들어지기 때문에 이후에 향이 나는 술을 넣으며, 셰리의 발효가 완료되면 브랜디를 섞어 강화한다. 반면에 포르투 포도주는 모든 설탕이 알코올로 되는 과정을 멈추기 위해 발효 도중에 강화한다.
모든 셰리는 팔로미노 포도로 만드며, 건조함의 정도에 따라 피노와 같은 가벼운 것과 올로로소와 같은 짙고 무거운 것 등으로 나뉜다. 페드로 히메네스와 머스캣 포도로 만든 향이 나는 디저트 포도주 또한 만들어진다. 셰리는 많은 포도주 평론가로부터 "진가를 인정받지 못한 것" 또는 "도외시된 포도주 보물"로 여겨진다.
“셰리”라는 것은 헤레즈 (Xerex) 라는 지역명의 영어식 표현이다. 셰리는 솔레라 시스템과 연계하여 ‘추출’이라는 의미를 가진 스페인어 ‘saca’에서 유래하여 ‘sack’ 라고 불리기도 했다.
“셰리”는 스페인 법률에 의거, 반드시 셰리 트라이앵글이라는 지역에서 생산되어야 하며, 이 지역은 헤레스 델 라 프론떼라(Jerez de la Frontera), 산루카르 데 바라메다(Sanlúcar de Barrameda) , 엘 푸에르토 데 산타마리아(El Puerto de Santa María) 사이의 카디스(Cádiz) 주에 있다. 헤레스 원산지 증명(D.O, Denominación de Origen)은 1933년 스페인에서 최초로 D.O. 지정을 받았으며 공식적인 명칭은 D.O Jerez-Xeres-Sherry이다.
셰리 와인은 발효가 완료된 이후 베이스 와인에 알코올 함량이 더 높은 술이 첨가하여 전체 알코올 함량을 높여 만든다. 피노나 만사니야 와인의 경우 총 알코올 함량이 약 15.5% 정도에 도달할 때까지 발효되며, 이후 배럴에서 숙성될 때 플로르(Flor)라는 효모층이 와인 위에 형성된다. 때문에 산소 투과율이 매우 낮아서 산화가 되지 않는다.
올로로소는 알코올 함량이 17%에 도달할 때까지 주정을 첨가하여, 높은 알코올 농도 때문에 플로르가 형성되지 않게 된다. 때문에 숙성되는 과정에서 천천히 산화가 일어나게 되고 색이 어두워진다. 주정 첨가가 발효 이후 일어나기 때문에, 대부분의 셰리들은 드라이하며 단 맛이 나는 것은 이후 첨가된 알코올에 의한 것이다. 반면 포르투 포도주은 발효 과정에서 주정이 강화되기 때문에 발효 과정이 중단되어 일부 당이 알코올로 변환되지 않아 단 맛이 나게 된다. 생산 년도가 다른 셰리 와인들은 ‘솔레라’ 시스템이라는 방식을 통해 병입 전 블렌딩이 되며, 이를 통해 매년 빈티지에 무관하여 비슷한 품질을 유지한다.

## 역사
헤레즈 지역은 기원전 1100년 페니키아인들에 의해 와인 양조 기술이 도입되면서부터 와인 양조의 중심지였다. 기원전 200년 이베리아의 통치를 받기 전까지 로마인들에 의해 양조가 되었다. 무어인들은 711년 증류 방식을 고안하였으며, 이를 바탕으로 브랜디와 주정강화 와인이 만들어질 수 있게 되었다. 무어인들이 해당 지역을 통치할 때, 해당 지역은 셰리쉬(Sherish)라고 불렸으며 이것이 셰리의 기원이 되었다.
1264년 알폰소 10세가 해당 지역을 통치하기 시작하면서 유럽 국가들에 셰리 와인의 수출량이 증가하게 되었고, 16세기 말 셰리는 세계 최고의 와인으로 명성을 날리게 되었다.
크리스토퍼 콜럼버스는 신세계 탐험에 셰리 와인을 가져갔으며 페르난드 마젤란은 1519년 세계일주를 할 때 무기보다 셰리 와인을 구매하는데 더 많은 돈을 섰다.
프란시크 드레이크가 1587년 카디스(Cadiz)를 약탈한 이후 셰리는 영국에서 엄청난 인기를 끌게 되었는데, 그 당시 카디즈는 스페인의 가장 중요한 항구 중 하나였다. 스페인은 영국에 침입하기 위한 부대를 카디즈에 준비시켰었다. 드레이크는 배에 적재 예정이었던 2,900 배럴의 셰리 와인을 약탈하였으며 이 때문에 영궁에서 셰리 와인의 인기를 더 커지게 된다. 셰리 와인은 영국으로 수출되는 주요 품목으로, 영국인들이 좋아하는 스타일로 발전하였고 많은 셰리 와인 회사는 영국인들에 의해 설립되었다.
1894년 헤레즈는 필록세라라는 해충에 의해 피해를 입었으며, 넓은 면적의 포도밭이 새로 경작되어야 했다. 이 때 소규모 생산자들은 경작 비용을 충당하지 못하여 와인 양조업을 포기하기도 했다.

## 종류

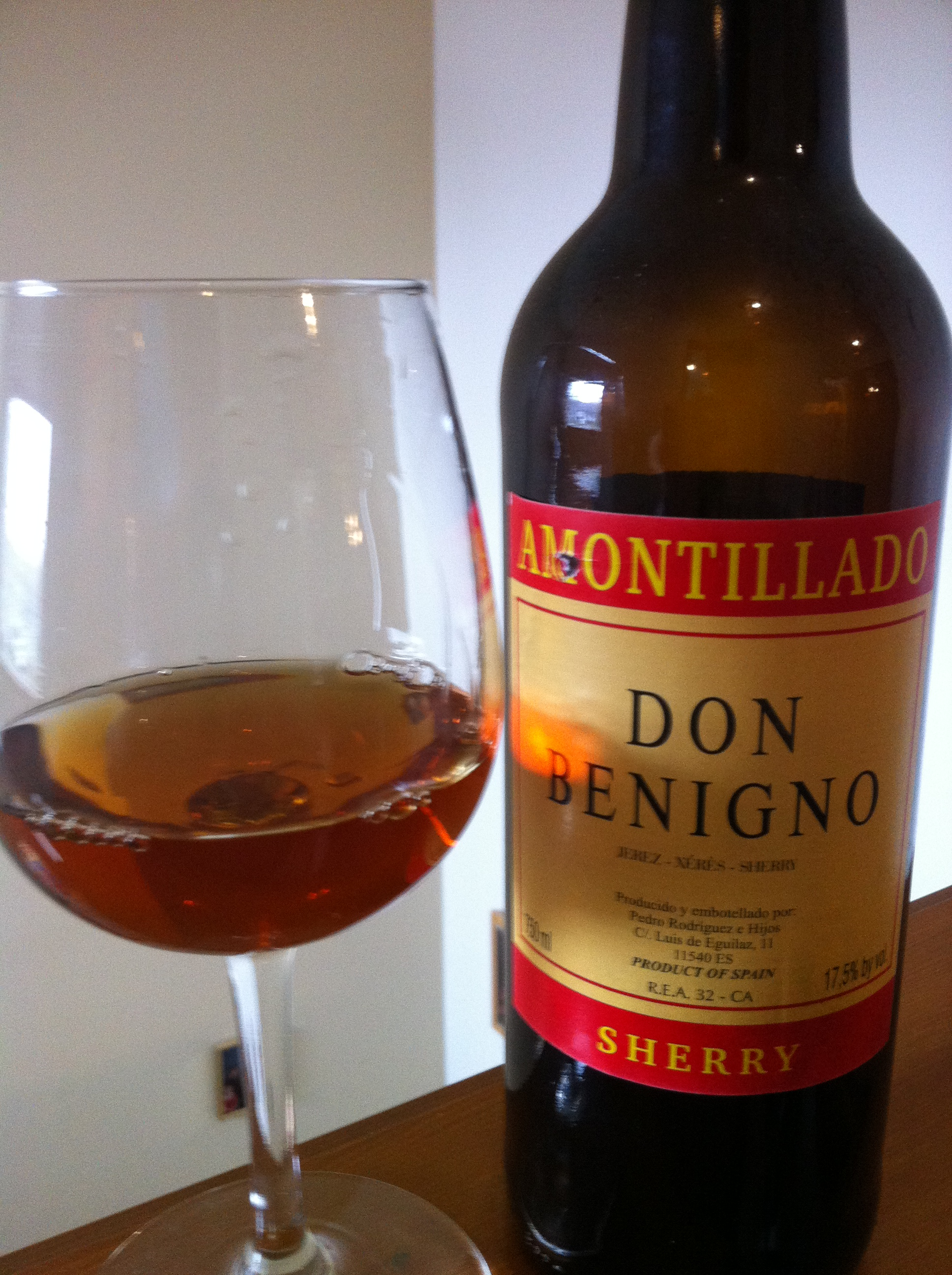
아몬티야도 포도주

### 피노 (Fino)
가장 드라이하고 투명한 셰리로, 숙성과정에서 플로르라고 하는 효모층이 생성된다. 이 때문에 공기와의 접촉이 최소화되어 산화가 되지 않는다.

### 만사니야 (Manzanilla)
산루카르 데 바라메다(Sanlúcar de Barrameda) 생산되며, 이 곳은 해안지역으로 숙성 시 서늘하고 습기 있는 환경 때문에 일반 피노와 달리 보다 짙은 레이어의 플로르가 형성된다.

### 만사니야 파사다 (Manzanilla Pasada)
만사니야 중에서도 숙성 기간이 길거나 약간 산화될 경우 더 풍부하고 견과류 향이 나는 것을 만사니야 파사다라고 한다.

### 아몬티야도 (Amontillado)
처음에는 숙성시 플로르에 의해 공기가 차단되었으나 이후에는 산소와 접촉하여 산화되어 만들어진 와인이다. 이는 피노보다는 어둡지만 올로로소보다는 밝다.

### 올로로소 (Oloroso)
숙성 과정에서 오랫동안 산소와 접촉한 와인으로 색이 진하며 매우 풍부하다. 알코올 도수는 약 18~20% 사이로 가장 도수가 높은 셰리이다. 원래 드라이하지만 당이 첨가되어 판매될 경우 “크림 셰리”라고 명명된다.

### 헤레스 둘세 (Jerez Dulce)
페드로 히메네스(Pedro Ximénez)나 모스카텔 품종으로 생산되며 아주 알고 어두운 갈색을 띄고, 드라이한 와인들과 블렌딩되기도 한다.
2012년 4월 12일부터 원산지 명명법에 따라 ‘스위트 아몬티야도’나 ‘스위트 올로로소’ 등으로 명명하는 것이 법적으로 금지되었다. 새로운 표기법은 아래의 표와 같다 .
[표] 당도 및 알코올 함량에 따른 셰리 와인 명명법
| 셰리 와인 종류  | 알콜 함량(%) | 당도 (g/L) |
| 피노            | 15-17        | 0-5        |
| 만사니야        | 15-17        | 0-5        |
| 아몬티야도      | 16-17        | 0-5        |
| 올로로소        | 17-22        | 0-5        |
| 드라이          | 15-22        | 5-45       |
| 페일크림        | 15.5-22      | 45-155     |
| 미디엄          | 15-22        | 5-115      |
| 크림            | 15.5-22      | 115-140    |
| 둘세            | 15-22        | 160+       |
| 모스카텔        | 15-22        | 160+       |
| 페드로 히메네스 | 15-22        | 212+       |

## 자연적 특성

### 기후
헤레즈 지역은 연간 약 70일간 비가 내리며 약 300일간은 맑다. 강수는 주로 10월, 5월 사이에 내리며 제곱 미터 당 약 600리터가 내린다. 엶은 매우 건조하며 덥고 약 40 °C까지 온도가 치솟는다. 하지만 바다에서 불어오는 바람에 의해 포도밭에 습기가 공급되며 표면 아래의 점토 층에 의해 수분이 유지된다. 해당 지역의 연평균 기온은 약 18 °C이다.

### 토양
- 알바리사 (Albariza) : 아주 가벼운 토양으로 거의 흰색을 띄며 팔로미노 포도 품종을 재배하는데 가장 적합하다. 약 40%는 백악으로, 나머지는 점토와 모래로 구성되어 있다. 알바리사는 더운 여름 동안 수분을 잘 보존할 수 있다.
- 바로스 (Barros) : 어두운 갈색 토양으로 10%의 백악과 높은 비율의 점토로 구성되어 있다.
- 아레나스 (Arenas) : 노란색의 토양으로 10%의 백악에 높은 비율의 모래로 구성되어 있다.

알바리사 토양은 팔로미노 포도 품종을 기르는데 아주 적합하며, 법에 의해 셰리 와인을 만드는 포도 중 최소 40%가 해당 토양에서 재배된 포도여야 한다. 바로스와 아레나스 토양에서 재배되는 포도는 보통 페드로 히메네스나 모스카텔 품종이다.
알바리사 토양의 장점은 이것이 태양빛을 잘 반사하여 광합성을 촉진시킨다는 것이며, 매우 흡수력이 좋아 적은 량의 비도 잘 머금어 수분 함량을 유지시킨다는 것이다.

### 포도 품종
1894년 필록세라의 영향을 받기 전 셰리 와인을 만드는데 100가지 종류가 넘는 포도가 사용되었으나, 현재는 오직 3개의 청포도 품종만 사용된다.

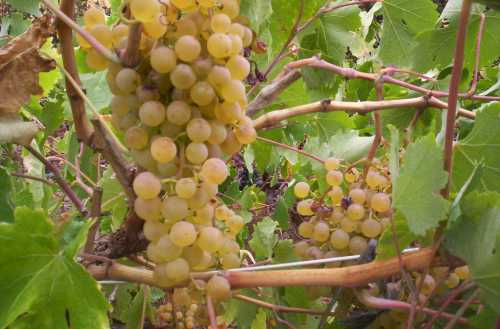
팔로미노 포도
- 팔로미노 (Palomino) : 드라이 셰리 와인을 만드는 가장 주요한 품종으로 셰리 와인을 만드는 약 90%의 포도가 이것이다. 이것은 매우 단조롭고 중립적인 맛과 향을 가지고 있으며, 이것은 셰리 와인 양조에 매우 적합하다.
- 페드로 히메네스 (Pedro Ximenez) : 단 와인을 만드는데 사용되며, 일반적으로 수확 후 약 2일간 건조되어 당분 함량을 높인 이후 양조에 사용된다.
- 모스카텔 (Moscatel) : 페데로 시미네즈와 유사하지만, 많이 사용되지는 않는다.[11]

## 양조

### 발효
스테인리스 발효조
팔로미노 포도들은 9월 초 재배되며 약하게 압착되어 과즙을 추출한다. 최초로 압착된 과즙은 프리메라 예마(Primera yema)라고 불리며 피노나 만사니야 와인을 만드는데 사용된다. 두 번째로 압착된 것은 세군다 예마(Segunda yema)라고 불리며 올로로소 와인을 만드는데 사용된다. 이후 압착된 즙들은 와인보다는 증류주나 식초를 만드는데 사용된다. 과즙은 스테인리스 발효조에서 11월 말까지 발효되며 약 11~12% 정도의 화이트와인이 만들어진다. 과거에는 발효와 초기 숙성은 오크통에서 이루어졌으나 오늘날 대부분은 스테인리스 발효조에서 숙성된다.

### 주정강화
발효가 끝난 직후 와인은 샘플 추출되어 분류된다. 와인 캐스크들은 아래와 같은 기호에 의해 표시된다.
- / 가장 약한 맛과 향을 가진 것으로, 피노나 아몬티야도에 적합. 약 15% 정도까지 주정강화되어 플로르 층이 형성될 수 있음
- /. / 옆에 . 표시를 한 경우, 상대적으로 무겁고 풀바디 와인. 약 17.5%까지 주정강화되어 플로르가 발생하지 못하며, 산화 숙성되어 올로로소 와인 양조에 적합
- // 아몬티야도 혹은 올로로소 품종으로 양조 가능하나, 사후에 정확한 스타일을 결정하게 됨
- /// 와인의 품질이 낮아서 증류하여 사용할 예정

셰리 와인은 라 만차(La Mancha)라는 지역에서 생산된 데스티야도(Destilado) 라는 증류 와인으로 강화된다. 이것은 숙성된 셰리 와인과 50 대 50의 비율로 우선 블렌딩 되며, 이후 양조자의 스타일에 따라 어린 셰리 와인에 적정 비율로 2차 블렌딩 된다. 이렇게 2단계에 걸쳐서 블렌딩을 하는 것은 너무 강한 도수의 알코올이 어린 셰리 와인에 결함을 발생시키는 것을 방지하기 위함이다.

### 숙성

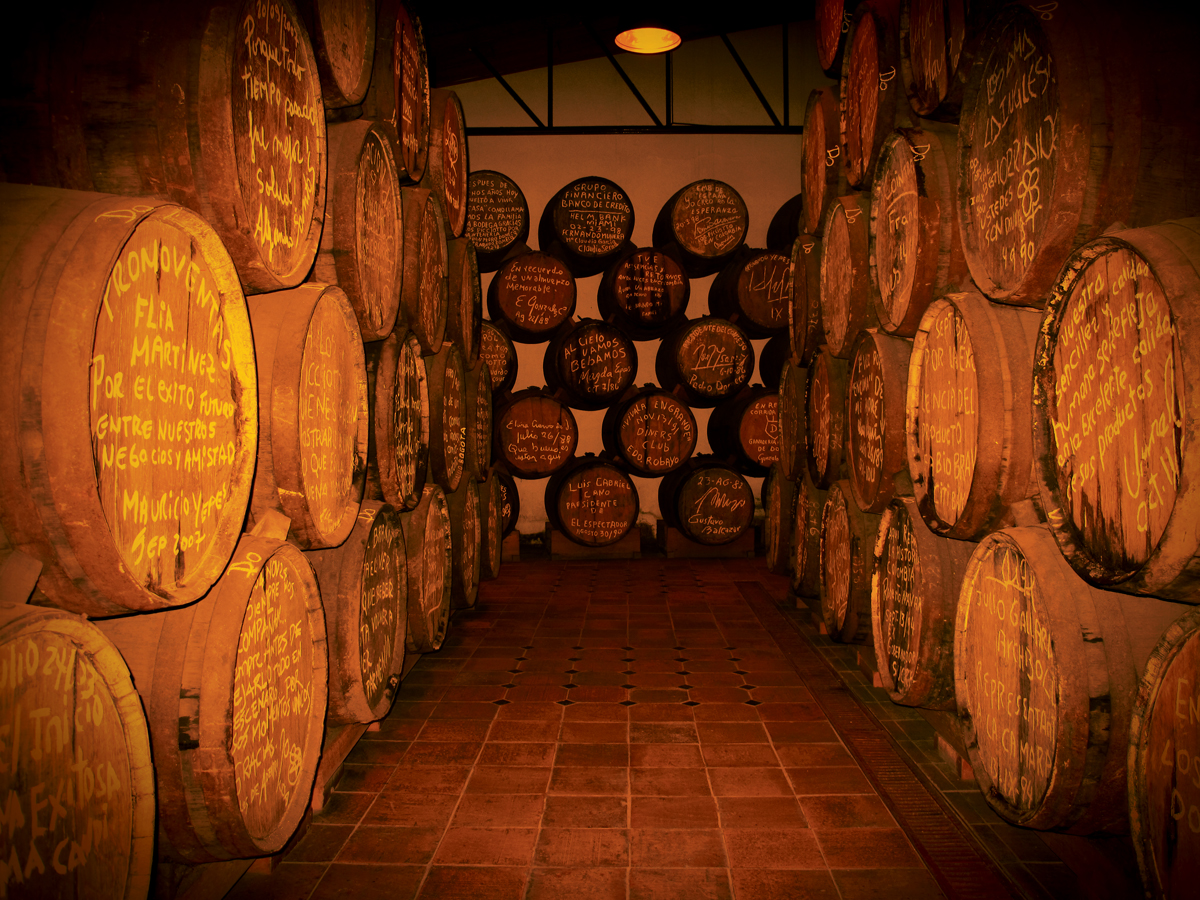
솔레라 시스템

주정강화 된 와인은 500리터의 캐스크에 보관되며, 이는 북미의통암보맄칸상오적으로 더 구멍이 많은(다공성) 북미의 오크로 율렆것안다. 오크통의 약 5/6 정도가 와인으로 채워지며, 남은 공간에서 플로르가 자랄 수 있다. 셰리는 솔레라 시스템이라는 방식으로 숙성되는데, 이는 약 3~9개의 다른 연차의 배럴의 와인을 블렌딩하는 것이다. 카노아(Canoa)와 로시아돌(rociador)이라는 도구를 통해 일정 비율의 와인이 다른 배럴로 이동하게 된다. 이 때 형성된 플로로층을 그대로 유지하는 것이 중요하다. 최종 단계의 와인만 병입되어 판매될 수 있다. 와인의 종류에 따라 이동되는 와인의 양은 배럴의 약 5~30% 수준이다. 따라서 가장 어린 와인의 나이는 연속된 배럴의 수에 따라 결정되며 모든 와인은 실제 나이보다 더 오래된 와인들을 포함하고 있다. 셰리는 솔레라 시스템에서 최소 3년간 숙성되어야 한다. ‘솔레라’라는 단어는 ‘땅 위에서’라는 뜻으로 가장 어린 배럴이 가장 위쪽에, 가장 오래된 배럴이 바닥(솔레라)에 배치되는 순서에 의해 기원된 것이라고 알려져 있다. 셰리 와인의 숙성 기간을 보장하기 위해, 위원회는 와인의 평균 나이에 따른 2가지 분류법을 고안하였다. VOS('Vinum Optimum Signatum', 평균 20년 이상)과 VORS ('Vinum Optimum Rare Signatum'평균 30년 이상)이 그것이다.

## 보관과 음용
병입 이후 셰리는 병숙성 기간을 거치기보다는 최대한 빨리 음용되는 것이 좋지만, 산화된 셰리의 경우 몇 년 간 보관 가능하다. 다른 모든 와인들과 유사하게 셰리 와인은 시원하고 어두운 장소에 보관되어야 한다. 만자니아 파사다처럼 병입 전 일반 와인들보다 더 오래 숙성된 최고의 피노 셰리 와인들은 병입 이후에도 품질이 개선될 수 있다.
피노와 만사니야 와인은 가장 약한 셰리 와인으로 오픈 직후 마시는 것이 좋다. 따라서 스페인에서는 피노를 하프 보틀 사이즈로 판매하여, 오픈 당일 모두 마시기 쉽도록 한다. 아몬티야도나 올로로소는 더 오랫동안 보관이 가능하며, 또한 페드로 시미네즈(PX)와 블렌딩되어 더 단 셰리 와인의 경우 오픈 후 몇 주에서 몇 개월 간도 보관할 수 있는데 이것은 당이 방부제 역할을 하기 때문이다.